# Tuttels
Tuttels was een Nederlandse poppenserie dat als kinderprogramma van 2001 tot 2002 werd uitgezonden door Kindernet en van 2004 tot 2006 door Fox Kids/Jetix. In deze serie werden de poppen met de handen bediend door Lindai Boogerman, terwijl haar T-shirt als decor diende. 
Er werden 65 afleveringen van het programma opgenomen. Er werd ook een Vlaamse versie ingesproken met de stemmen van onder andere Carry Goossens en Lulu Aertgeerts.

## Verhaal
De Tuttels bestaan uit vier dieren: een beer, een eekhoorn, een pinguïn en een boos konijn. Ieder dier heeft zijn eigen karaktertrekken: de beer is gulzig maar altijd vrolijk, de eekhoorn is heel actief, de pinguïn is ietwat naïef en het boze konijn is boos omdat hij vindt dat zijn linkeroor (dat ooit tussen de spaken van een fiets terechtkwam) niet mooi hersteld werd. Samen zijn de Tuttels beste vrienden. 

## Stemmen
| Personage       | Taal               | Taal             | Taal |
| Personage       | Nederlandse versie | Vlaamse versie   |      |
| --------------- | ------------------ | ---------------- | ---- |
| Verteller       | Marina de Graaf    | Veerle Verheyen  |      |
| De beer         | Roué Verveer       | Arthur Reijnders |      |
| De eekhoorn     | Dieter Jansen      | Stany Crets      |      |
| De pinguïn      | Guusje Nederhorst  | Lulu Aertgeerts  |      |
| Het boze konijn | Tygo Gernandt      | Carry Goossens   |      |